# Appartement

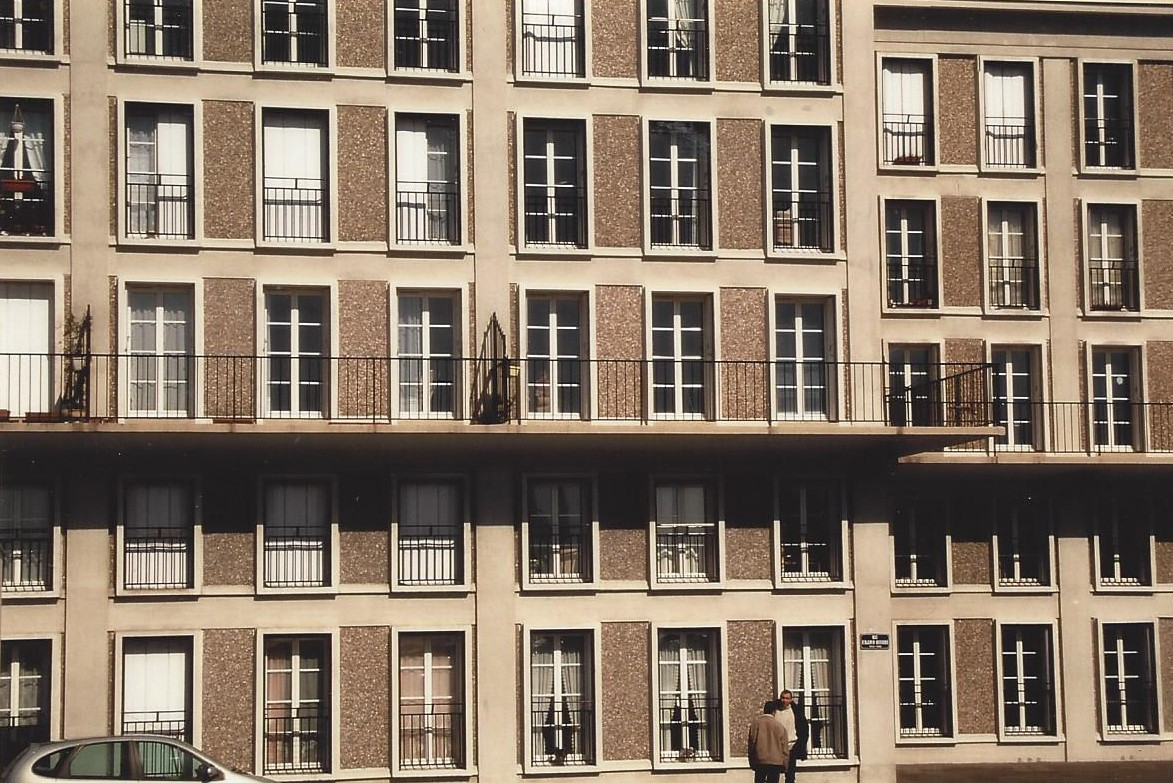
Appartements in Le Havre

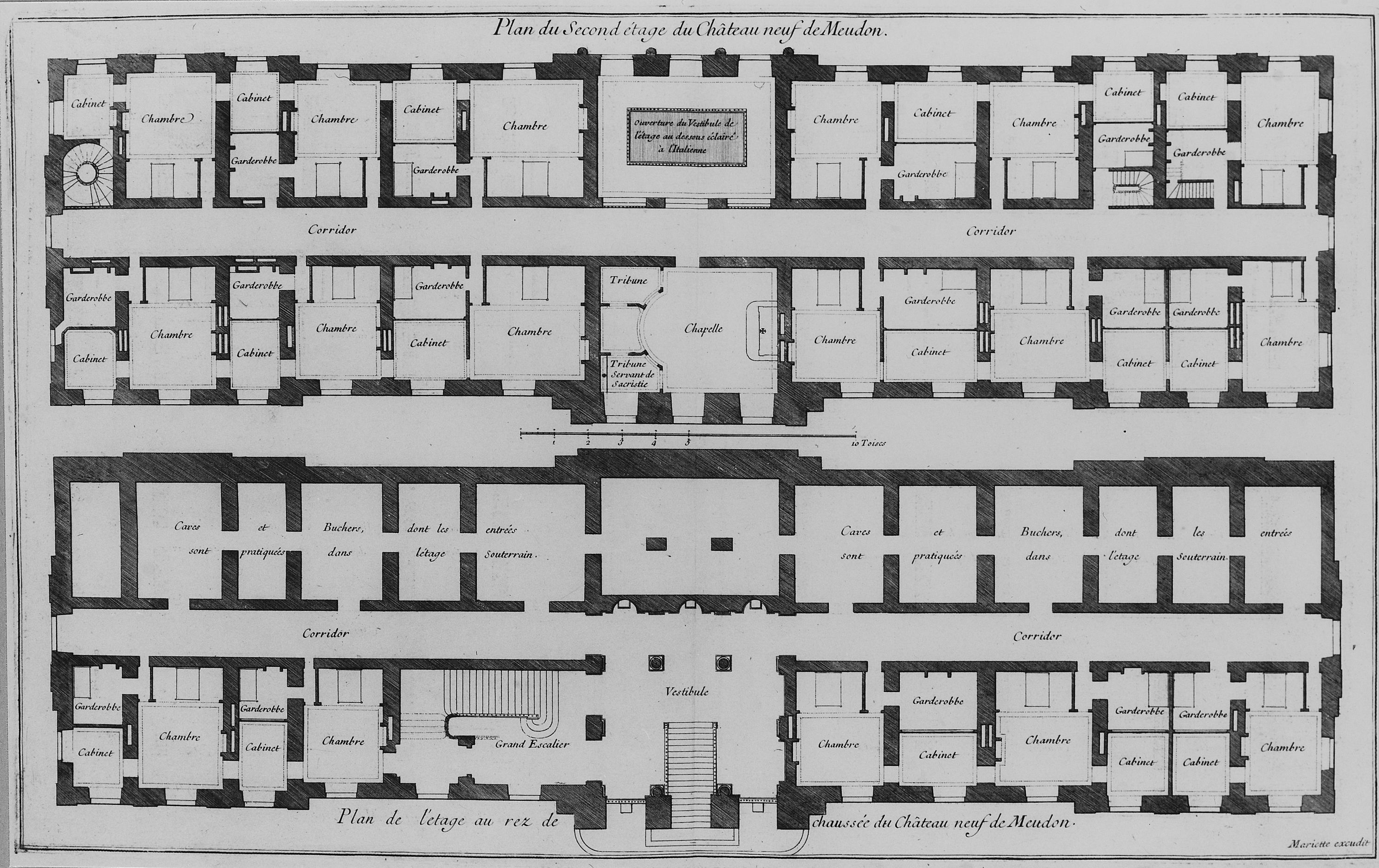
Grundriss von Schloss Meudon: Der corridor trennt die aus je einem Kabinett sowie einem Schlaf- und einem Ankleidezimmer bestehenden appartements simples

Appartement (Abkürzung: Apt.) ist ein Fremdwort aus dem Französischen und entspricht dort unter anderem dem deutschen Wort für Wohnung. Apartment ist das entsprechende Lehnwort aus dem Englischen mit der gleichen Bedeutung. 
Im Deutschen werden beide Wörter synonym verwendet und bezeichnen meist eine moderne Kleinwohnung.
Auch gibt es Serviced Apartments – diese werden oft von Hotelketten betrieben und bieten wahlweise Dienstleistungen mit an.
Im deutschen Sprachraum wird die Bezeichnung Appartement besonders in der Schweiz gebraucht und kann dort zwei unterschiedliche Bedeutungen haben: Zum einen meint man damit eine Zimmerflucht, zum Beispiel in einem Hotel, zum anderen versteht man darunter eine Wohnung, meist von gehobener Ausstattung. 
Kleine Apartments siehe: Mikroappartement
Im Rahmen der Architekturgeschichte versteht man unter einem Appartement eine funktional zusammengehörige Folge von Räumen im Schlossbau der Renaissance und des Barock. Es kann sich dabei um Gastgemächer, Gesellschaftsräume oder herrschaftliche Wohn- und Arbeitsräume handeln. Bei letzteren beginnt die Raumfolge üblicherweise mit einem Vorzimmer, auf das ein Audienzzimmer folgt, daran schließt sich ein Arbeitszimmer des Fürsten an und daran wiederum die Privatgemächer. Die Hintereinanderstaffelung der Räume erlaubte die Betonung des jeweiligen gesellschaftlichen Ranges, je nachdem wie weit ein Besucher in die einzelnen Räume vorgelassen wurde. Als architektonisches Gliederungsmittel wurde dabei seit dem Barock gern auf das Prinzip der Enfilade (lineare Raumflucht) zurückgegriffen, zusätzlich waren die einzelnen Räume oft auch noch über Korridore und Nebenräume von der Seite her zugänglich. Befanden sich die Räume in einer einfachen Linie, wird von appartements simples gesprochen, liegen zwei Reihen von Räumen parallel, so werden diese auch als appartements doubles bezeichnet. Im zweiten Fall sind die Räume dabei zumeist in einen offiziellen und einen privaten Bereich getrennt.